# Пуліндака
Пуліндака — правитель імперії Шунга від 122 до 119 року до н. е.